# گیاه‌قلمی‌ها
گیاه‌قلمی‌ها (نام علمی: Petrosavia) نام یک سرده از تیره گیاه‌قلمیان است.